# Iglesia de San Bartolomé (Gavín)

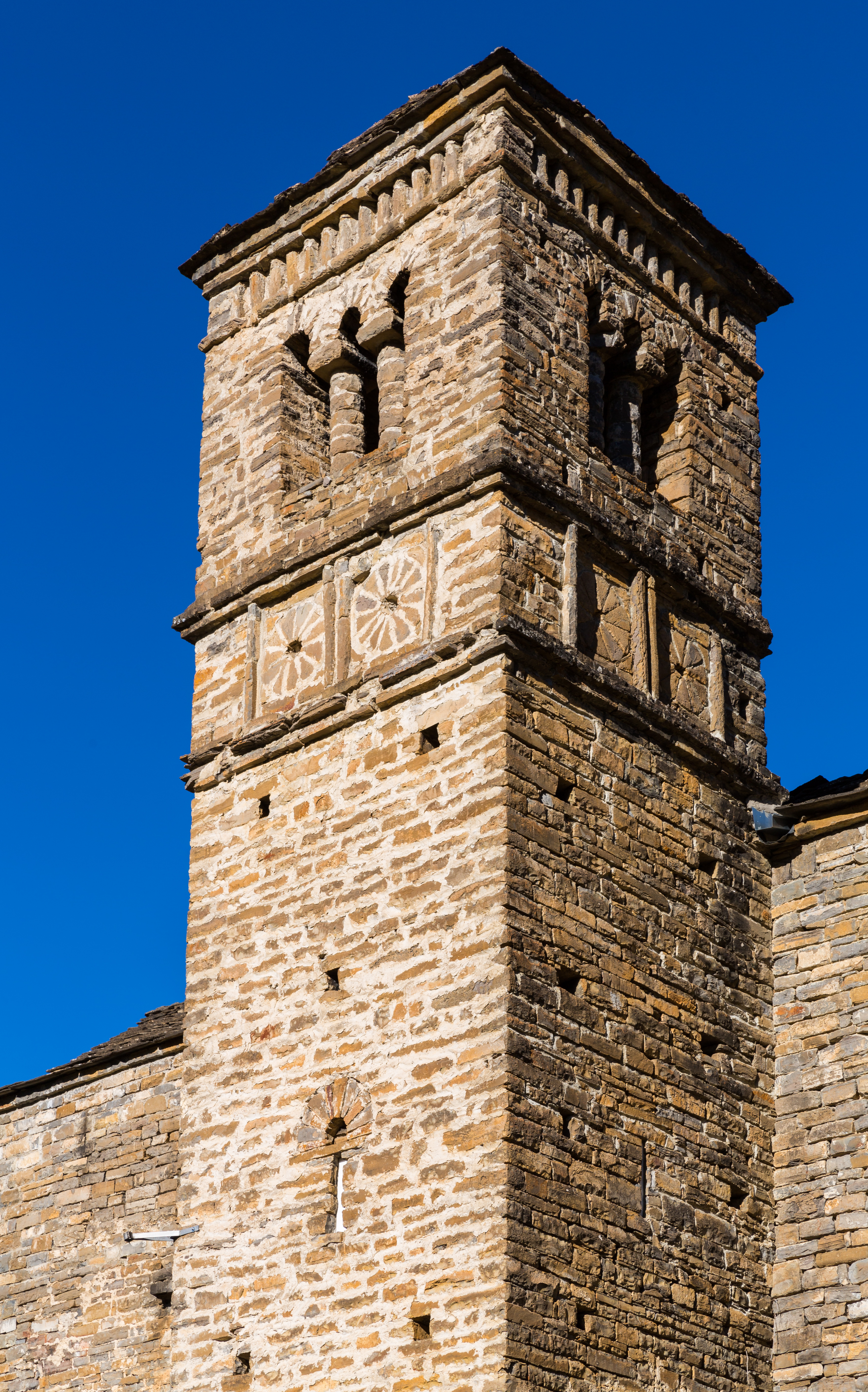
Detalle de la torre.

La iglesia de San Bartolomé es una iglesia situada en Gavín, Huesca (España), en el término municipal de Biescas.
Dedicada a San Bartolomé, fue construida en el siglo X u XI en estilo mozárabe o románico según las distintas dataciones e interpretaciones propuestas. Pertenece al grupo de iglesias de Serrablo, por encontrarse en dicha comarca histórica, iglesias que adoptan un estilo homogéneo caracterizado por no poseer elementos escultóricos, nave única rematada en ábside semicircular o testero plano, arcos de herradura, frisos de baquetones fundamentalmente en ábsides, y rehundidos formando alfices para enmarcar vanos, entre sus principales características.

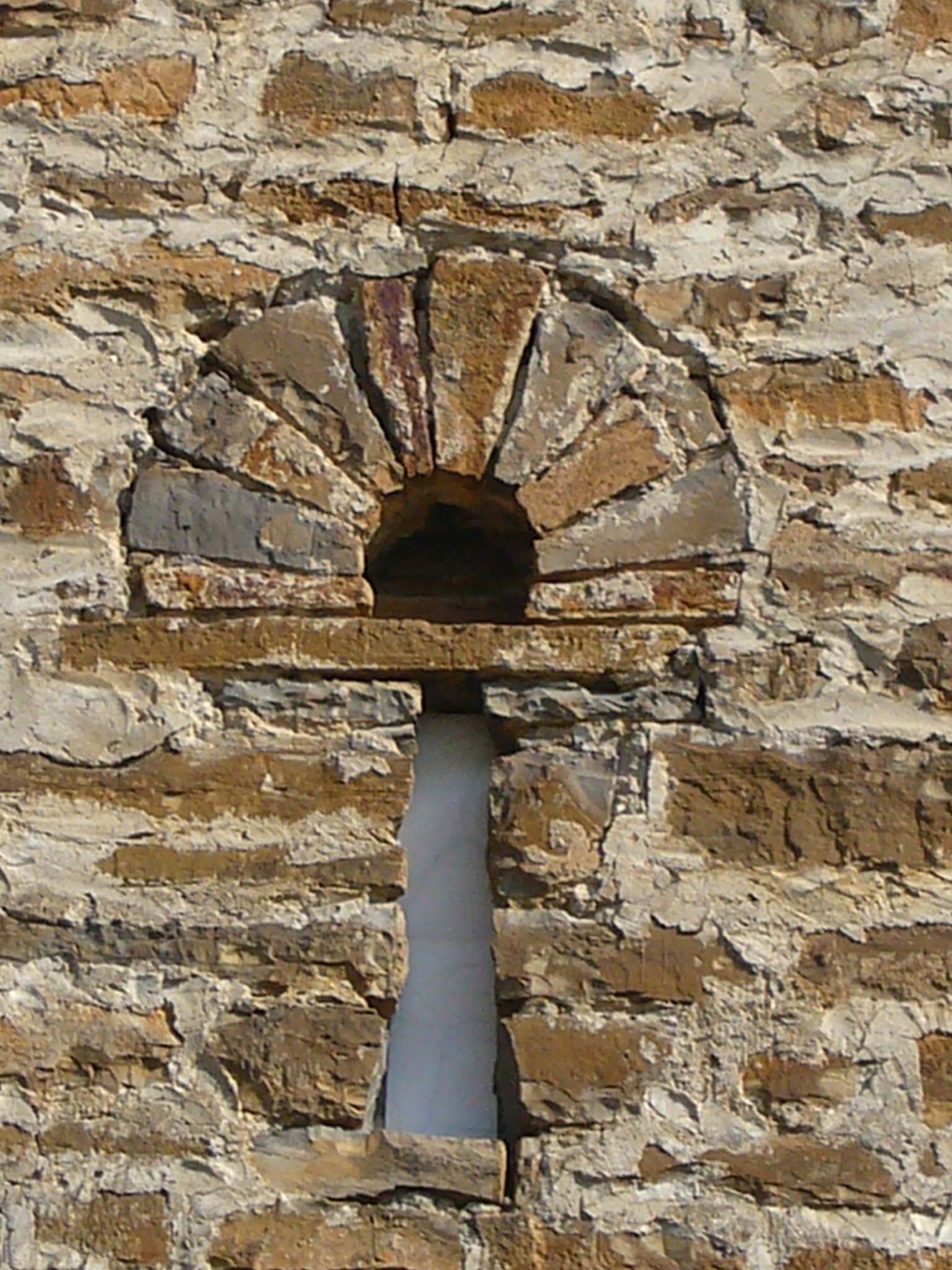
Ventana con arco de herradura de la parte inferior de la torre.

La iglesia posee una sola nave, de testero recto, probablemente de tradición visigótica, con una torre adosada en su flanco meridional. Perteneció a una población de la que actualmente queda este monumento como único vestigio.
El único elemento original es la torre, pues los muros de la iglesia y su cubierta son producto de una restauración actual a partir de los restos de la planta.
Entre la torre y la nave existe un acceso abovedado con puerta rematada en arco de herradura, que podría ser visigótico, mozárabe o de influencia islámica.
La torre está formada por dos tramos, que podrían proceder de distintas fases constructivas. El primero está decorado a dos tercios de la altura total por dos rosetas enmarcadas por molduras formando sendos espacios rectangulares. El tramo superior, posiblemente un recrecimiento de otra época (a juzgar por el distinto color y tamaño del sillarejo), presenta un vano con ventanas separadas por dos columnas rematadas en tres arcos de herradura. El final de la torre está decorado por un friso de baquetas, típico de la arquitectura del grupo de iglesias de Serrablo, especialmente de las que más de cerca siguen el modelo que se considera referente, San Pedro de Lárrede.